# Ostrînea, Tlumaci
Ostrînea (în ucraineană Остриня) este o comună în raionul Tlumaci, regiunea Ivano-Frankivsk, Ucraina, formată numai din satul de reședință.

## Demografie
Componența lingvistică a comunei Ostrînea
     Ucraineană (99,89%)
     Alte limbi (0,11%)
Conform recensământului din 2001, majoritatea populației comunei Ostrînea era vorbitoare de ucraineană (99,89%), existând în minoritate și vorbitori de alte limbi.